# 豊田村 (静岡県志太郡)
豊田村（とよだむら）は静岡県の中部、志太郡に属していた村である。現在の焼津市中心部の西側、西焼津駅周辺にあたる。

## 地理
- 河川：小石川

## 歴史
- 1889年（明治22年）4月1日 - 町村制の施行により、小土村、五ヶ堀ノ内村、三ヶ名村、小柳津村、小屋敷村、柳新屋村、保福島村が合併して発足。
- 1953年（昭和28年）11月1日 - 焼津市に編入。同日豊田村廃止。

## 交通

### 鉄道路線
- 藤枝焼津間軌道会社（1900年廃止）
  - 藤枝焼津間軌道会社線
    - 保福島駅 - 瀬戸川駅

上記のほか、日本国有鉄道東海道本線が村域を通過しているが、駅は存在しなかった。現在旧村域に所在する西焼津駅は未開業。

### 道路
現在は東名高速道路が旧村域を通過し、焼津西バスストップが所在するが、当時は未開通。